# Ewald Schindler (Schauspieler, 1883)
Ewald Schindler (* 8. August 1883 in Berlin; † 13. Februar 1945 in Dresden) war ein deutscher Schauspieler, Theaterregisseur und Theaterleiter.

## Leben und Wirken
Schindler gab sein Debüt nach seiner künstlerischen Ausbildung in der Spielzeit 1902/03 in Potsdam. 1904 folgte er einer Verpflichtung nach Oldenburg, in der Folgespielzeit einer ins westpreußische Bromberg. 1906/07 war Schindler in Krefeld verpflichtet und in der Spielzeit 1907/08 ans Theater in Eisenach. 1908 traf er in seiner Geburtsstadt Berlin ein, um Engagement an das von Martin Zickel geleitete Lustspielhaus anzutreten. Hier blieb Schindler mehrere Spielzeiten und trat auch mindestens zwei Mal unter der Regie von Viggo Larsen tragende Nebenrollen erstmals vor die Kamera. Dennoch blieb der Film zeitlebens von untergeordneter Bedeutung in Schindlers künstlerischem Schaffen. Bereits 1911 verließ er die Hauptstadt wieder und folgte einem Ruf ans Breslauer Stadttheater. Bei Kriegsausbruch 1914 kehrte Ewald Schindler erneut nach Berlin zurück, um an Montis Operettentheater und am Theater an der Weidendammer Brücke aufzutreten.
In der Spielzeit 1915/16 wurde Schindler in die Direktion des Deutschen Theaters von Hannover berufen und wirkte dort auch als Schauspieler. Nach Ende des Ersten Weltkriegs trat Schindler in die Direktion des Hannoveraner Residenztheater ein und war dort auch als Oberspielleiter tätig. Anschließend wirkte er bis 1933 als Leiter des Deutschen Theaters Hannover. Für eine kleine Filmrolle kehrte Schindler 1935 nach Berlin zurück, ehe er in der zweiten Hälfte der 1930er Jahre als Regisseur an der kurhessischen Landesbühne arbeitete. Den Zweiten Weltkrieg verbrachte Ewald Schindler in Dresden, wo er Leiter des dortigen Komödienhauses war, aber als ehemaliger „Vollblutkomödiant“ auch Stücke wie das beim Publikum äußerst beliebte Lustspiel Der Maulkorb (1940) mit sich selbst in der Hauptrolle inszenierte. Ewald Schindler kam während der schweren alliierten Bombenangriffe auf die Stadt am 13. Februar 1945 ums Leben.

## Wissenswertes
Schindlers Lebensdaten und seine künstlerische Vita werden im Internet und in der Literatur häufig mit der eines anderen Ewald Schindler durcheinander gebracht, der 1891 in Deutschland geboren wurde und 1948 in den USA verstarb. Dieser Schindler gab sein Debüt als Schauspieler 1911 am Märkischen Wandertheater Berlins. Während seiner Verpflichtung nach Leipzig kurz nach Ende des Ersten Weltkriegs trat dieser Schindler auch mehrmals vor die Kamera (Sselam Aleikum, Zopf und Turban, Die Teppichknüpferin von Bagdad). Schindler arbeitete danach sukzessive als Bühnendirektor der Oper in Düsseldorf und in der Emigration als Direktor der Oper des Deutschen Theaters in Prag sowie zuletzt in den Vereinigten Staaten als Leiter der New Yorker Schauspielschule The Playhouse Studio.

## Filmografie
(Anm.: )
- 1911: Vergebens
- 1911: Die weiße Sklavin, 3. Teil
- 1914: Ein Frauenherz
- 1936: August der Starke